# Windhof (Eckersdorf)
Windhof ist ein Gemeindeteil der Gemeinde Eckersdorf im Landkreis Bayreuth (Oberfranken, Bayern). Windhof liegt in der Gemarkung Eschen.

## Geografie
0,5 km östlich des Weilers entspringt der Schwarze Bach, ein linker Zufluss des Feilbrunnenbachs, der links in den Seitenbach fließt. Unmittelbar südwestlich befindet sich das Waldgebiet und die Anhöhe Hohenbuche. Gemeindeverbindungsstraßen führen nach Eschen zur Bundesstraße 22 (0,6 km nordwestlich) und die B 22 kreuzend nach Schanz (0,8 km östlich).

## Geschichte
Der Ort hieß ursprünglich Wiedenthof und wurde so z. B. 1683 in einer Kaufurkunde erwähnt. Der heutige Ortsname dürfte durch Verschleifung entstanden sein.
Gegen Ende des 18. Jahrhunderts bestand Windhof aus zwei Anwesen. Die Hochgerichtsbarkeit stand dem bayreuthischen Stadtvogteiamt Bayreuth zu. Die Grundherrschaft über die beiden Dreiachtelhöfe hatte die Pfarrei Trumsdorf.
Von 1797 bis 1810 unterstand der Ort dem Justiz- und Kammeramt Bayreuth. Mit dem Gemeindeedikt wurde Windhof dem 1812 gebildeten Steuerdistrikt Busbach und der zeitgleich gebildeten Ruralgemeinde Eschen zugeordnet. Am 1. Mai 1978 wurde Windhof im Zuge der Gebietsreform in Bayern in die Gemeinde Eckersdorf eingegliedert.

## Einwohnerentwicklung
| Jahr      | 001819 | 001822 | 001861 | 001871 | 001885 | 001900 | 001925 | 001950 | 001961 | 001970 | 001987 | 002016 | 002021 |
| Einwohner | 15     | 7      | 23     | 27     | 48     | 22     | 17     | 20     | 10     | 10     | 9      | 9      | 8      |
| Häuser    |        | 2      |        |        | 4      | 4      | 3      | 3      | 3      |        | 4      |        |        |
| Quelle    | [ 10 ] | [ 7 ]  | [ 11 ] | [ 12 ] | [ 13 ] | [ 14 ] | [ 15 ] | [ 16 ] | [ 17 ] | [ 18 ] | [ 19 ] |        | [ 1 ]  |

## Religion
Windhof ist seit der Reformation evangelisch-lutherisch geprägt und nach St. Peter und Paul (Busbach) gepfarrt.